# Porto di Kaohsiung

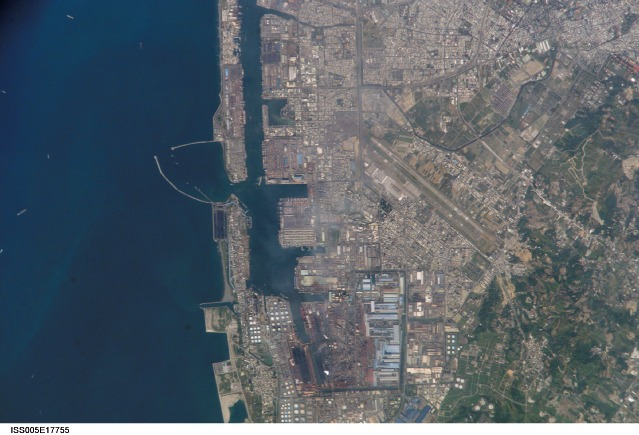
Ingresso secondario

Il porto di Kaohsiung è il più grande porto di Taiwan, con la movimentazione di circa 10 milioni di unità, equivalente a venti piedi (TEU) del valore di carico nel 2007. Il porto si trova nel sud di Taiwan, adiacente a Kaohsiung, circondato dai quartieri di Gushan, Yancheng, Lingya, Cianjhen, Siaogang e Cijin. È amministrato dal Kaohsiung Harbor Bureau, una divisione del Ministero dei Trasporti di Executive Yuan, il governo centrale di Taiwan (Repubblica di Cina).

## Storia

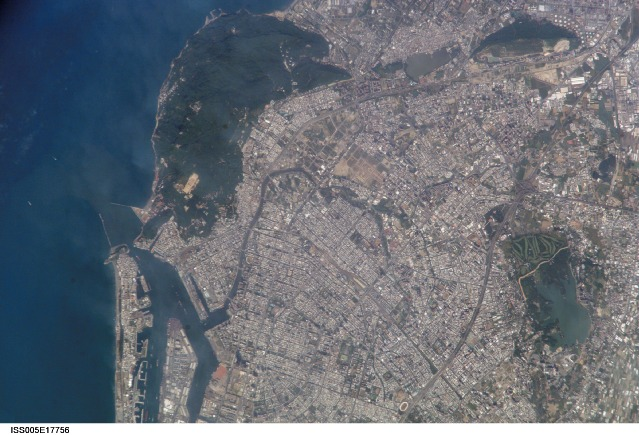
Ingresso principale

Il sito originariamente era una laguna naturale prima di essere trasformato in un porto moderno. Nel XVI secolo già alcuni villaggi si erano stabiliti presso la riva del mare dove oggi sorge Kaohsiung, al tempo chiamato dai nativi Takau. I coloni della Compagnia Olandese delle Indie Orientali arrivarono a Takau intorno al 1620 ed iniziarono a sviluppare la laguna. Il porto, denominato "porto di Takau" (打狗港), crebbe lentamente durante il dominio olandese, Koxinga e nelle prime fasi del dominio della Dinastia Qing.
Nel 1858, la Dinastia Qing perse la Seconda Guerra dell'Oppio contro le flotte anglo-francesi firmando i Trattati di Tientsin. Secondo i trattati, al governo dei Qing fu chiesto di aprire cinque porti a Taiwan per il commercio estero. Come uno di questi cinque porti, il porto di Takau fu aperto ufficialmente ai commercianti d'occidente dal 1864. Nel 1895 il governo Qing cedette Taiwan ai giapponesi dopo la sconfitta nella Prima guerra sino-giapponese.
Nei primi anni dell'era giapponese, il governo coloniale decise di intraprendere un grande progetto con l'intenzione di sviluppare la laguna in un porto moderno. I giapponesi costruirono il porto in tre fasi, la prima completata nel 1908, la seconda nel 1912, la terza fu sospesa a metà dopo lo scoppio della Seconda guerra mondiale. Durante la guerra, il porto fu bombardato pesantemente dagli Alleati.
Finita la guerra, il governo della Repubblica Cinese riprese lo sviluppo del porto. Il "secondo porto" fu costruito nel 1975 abbattendo il lembo di terra tra Siaogang e Cijin.